# Alina Gorlova
Alina Gorlova (en ukrainien : Алі́на Едуа́рдівна Го́рлова ), née en 1992 à Zaporijjia, est une réalisatrice, scénariste, et monteuse ukrainienne spécialiste des documentaires.

## Biographie
Alina Gorlova étudie à l'université nationale Karpenko-Kary de Kiev de 2008 à 2012. En 2017, elle entre à l'Académie cinématographique ukrainienne. En novembre 2020, son documentaire This Rain Will Never Stop remporte le prix du Festival international du film documentaire d'Amsterdam de la meilleure première apparition. Il remporte également le prix du meilleur long métrage au 61e festival du film de Florence Dei Popoli et le prix du meilleur documentaire au 66e festival international du film de Cork en Irlande.
En mars 2022, en réaction à l'invasion de l'Ukraine par la Russie, elle enjoint à la communauté internationale de « bloquer le cinéma russe » jusqu’à la fin de l'invasion,.

## Filmographie
- 2012 : The First Step in the Clouds
- 2014 : Babushka
- 2016 : Kholodny Yar. Intro
- 2017 : Invisible Battalion, co-réalisé avec Iryna Tsilyk and Svetlana Lishchynska
- 2018 : No Obvious Signs
- 2020 : This Rain Will Never Stop